# Getingar
Getingar (Vespidae) är en familj i underordningen midjesteklar (Apocrita). Familjen omfattar omkring 5000 arter, varav 50 lever i Sverige och 45 i Finland.
Getingar har två par vingar och svartgul- till svartrödrandig bakkropp. Det är bara honor som har gadd. Gadden saknar hullingar och lossnar inte då den sticker, varför den kan sticka flera gånger. Getingar lever främst av frukt och nektar men matar sina larver med tuggat animaliskt protein. Getingarna förekommer över nästan hela världen; dock inte vid polerna. Det finns både sociala och ensamlevande arter.

## Allmänt
Getingarna har två par vingar som i viloläge hålls hopvikta längs med kroppen. Fasettögonen är njurformiga. Vuxna getingar äter frukt och nektar, men matar sina larver med animaliskt protein, främst tuggade insektslarver, men även kött, fisk, skaldjur, ägg och andra flygande insekter. Rå fisk och fiskrens är en mycket uppskattad föda. Flygande insekter fångas vanligen i flykten av getingarna, som är goda flygare med förhållandevis bra synförmåga. I likhet med andra gaddsteklar, utom honungsbin, har getinghonorna en gadd kopplad till en giftkörtel som inte lossnar vid stick i hud och liknande vävnader; därför kan gadden användas gång på gång. Gadden utgörs av den ombildade äggledaren.
Getingsamhället består av hanar, honor och arbetare (sterila honor). Svärmningen (parningen) sker under sommaren varefter hanarna dör. Efter övervintringen söker den befruktade honan upp en ny boplats där hon lägger de första äggen. När dessa kläckts till larver matar hon dem tills de utvecklats till arbetare, vilka sedan övertar driften av getingsamhället. Därmed övergår honan till att bli samhällets drottning, vilket betyder att hon helt ägnar sig åt att bli matad (av särskilda arbetare) och lägga ägg.
De getingar som bygger bon gör det oftast av tuggat trä som blandats med saliv. Vissa arter bygger sina bon av lera i stället. Boet är antingen underjordiskt eller kan byggas frihängande eller i olika typer av håligheter som fågelholkar, ihåliga trädstammar, inuti väggar eller vindsutrymmen. När bobygget och uppfödningen av larverna är över och drottningen är kläckt (i Sverige i slutet av augusti) behöver getingarna snabb energi och de ger sig ut på jakt efter socker.
Getingar sticker oftast när de känner sig hotade, exempelvis inklämda. Sting av geting kan vara farligt för människan, speciellt för den som drabbats av getingallergi. I Sverige dör ungefär en människa per år av getingstick.
Getingarnas svartgulrandiga bakkropp är ett exempel på aposematism, varningsfärger som signalerar att den har försvar mot rovdjur.

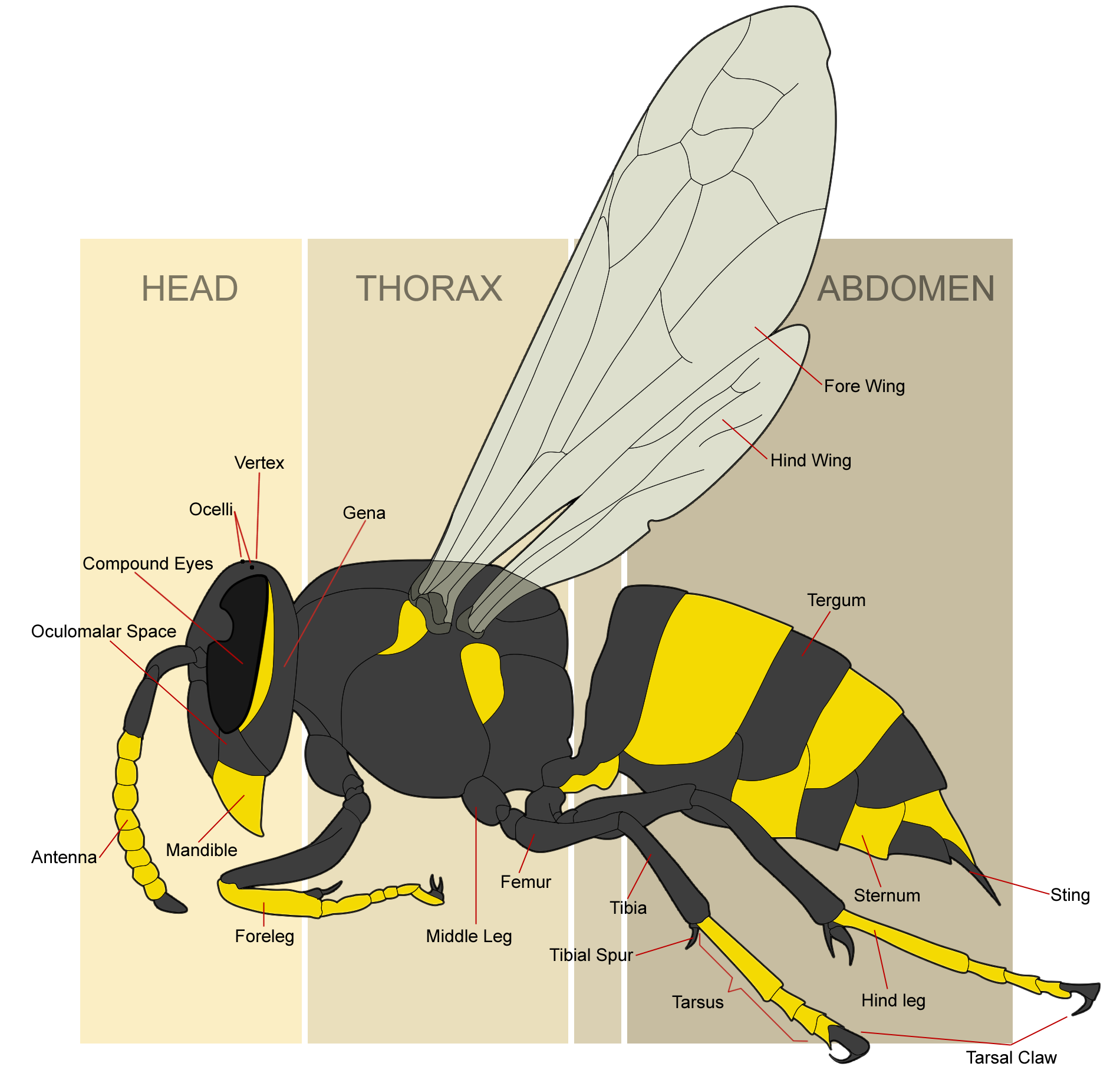
Getingens anatomi

Hos getingar som lever i kolonier är det endast några drottningar som övervintrar. Alla andra medlemmar dör.

### Getingbo
Ett getingbo är någonting som (sociala) getingar bor i och finns i olika utseenden och placeringar. Boet byggs genom att getingen tuggar avgnagt trä med sin saliv så att det papperslika materialet bildas. Fritt upphängda bon har sin öppning nedtill. I boet finns våningar av sexkantiga celler med öppningen neråt och som innehåller ägg, larver och puppor. Ett stort bo kan rymma flera tusen getingar.
Vanliga getingar bygger sina bon antingen under jord eller som bollformat tuggat papper som till exempel kan hänga under tak eller under trädgrenar. Bålgetingarnas bon är väldigt stora och grovt byggda med många synliga ingångshål. Jordgeting är inte en art, utan det namn som används för getingar som oavsett art byggt sitt bo under jord. Flera arter gör det mer eller mindre regelbundet, i Sverige vanlig geting, tysk geting (som båda även bygger bo ovan jord) och rödbandad geting som så gott som uteslutande bygger under jord.
Även vissa solitära getingar bygger bon, men betydligt mindre sådana; se nedan.

### Fiender
Getingars främsta fiender är grävlingar, björnar, rävar och vissa fåglar. De ger sig på getingbon för att komma åt getinglarver och puppor. Grävlingen klarar inte av att ta enskilda larver/puppor utan äter hela cellkakan efter att ha grävt fram ett getingbo i marken.  Även brunbjörn och rödräv beter sig på ett liknande sätt.  En fågel som med sina klor gärna gräver fram getingbon i marken är bivråken.  Den äter sedan larver och puppor ur cellerna med näbben.  Under häckningstid kan bivråken ta med sig hela cellkakan med innehåll som föda till sina ungar.

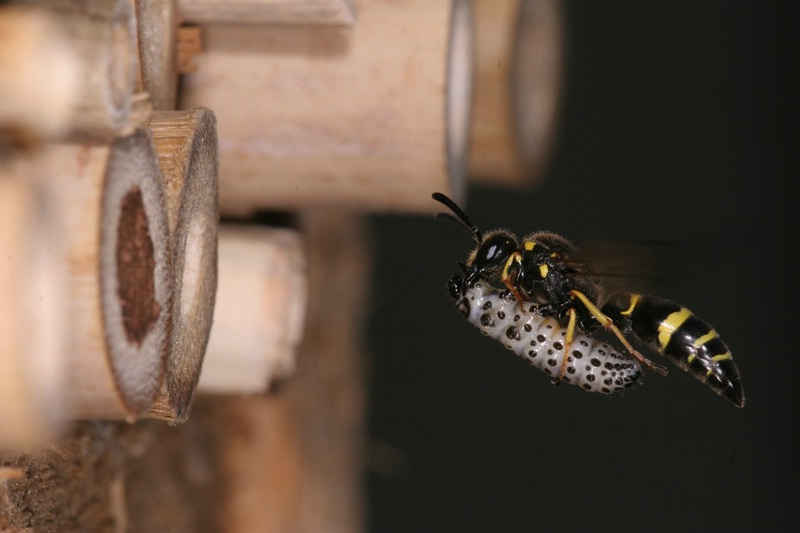
Trebandad murargeting med byte
(Ancistrocerus trifasciatus)

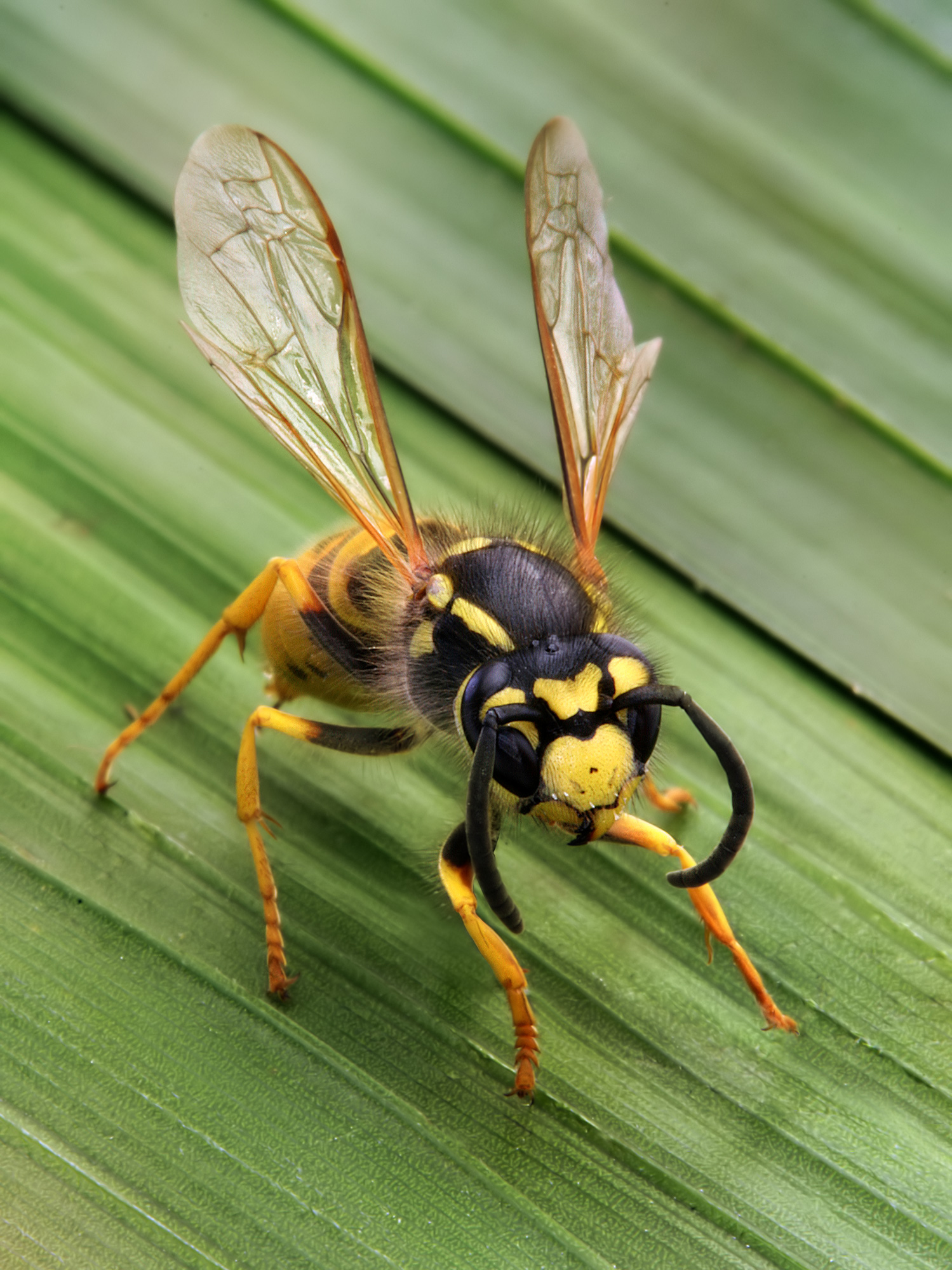
Tyskgeting (Vespula germanica)

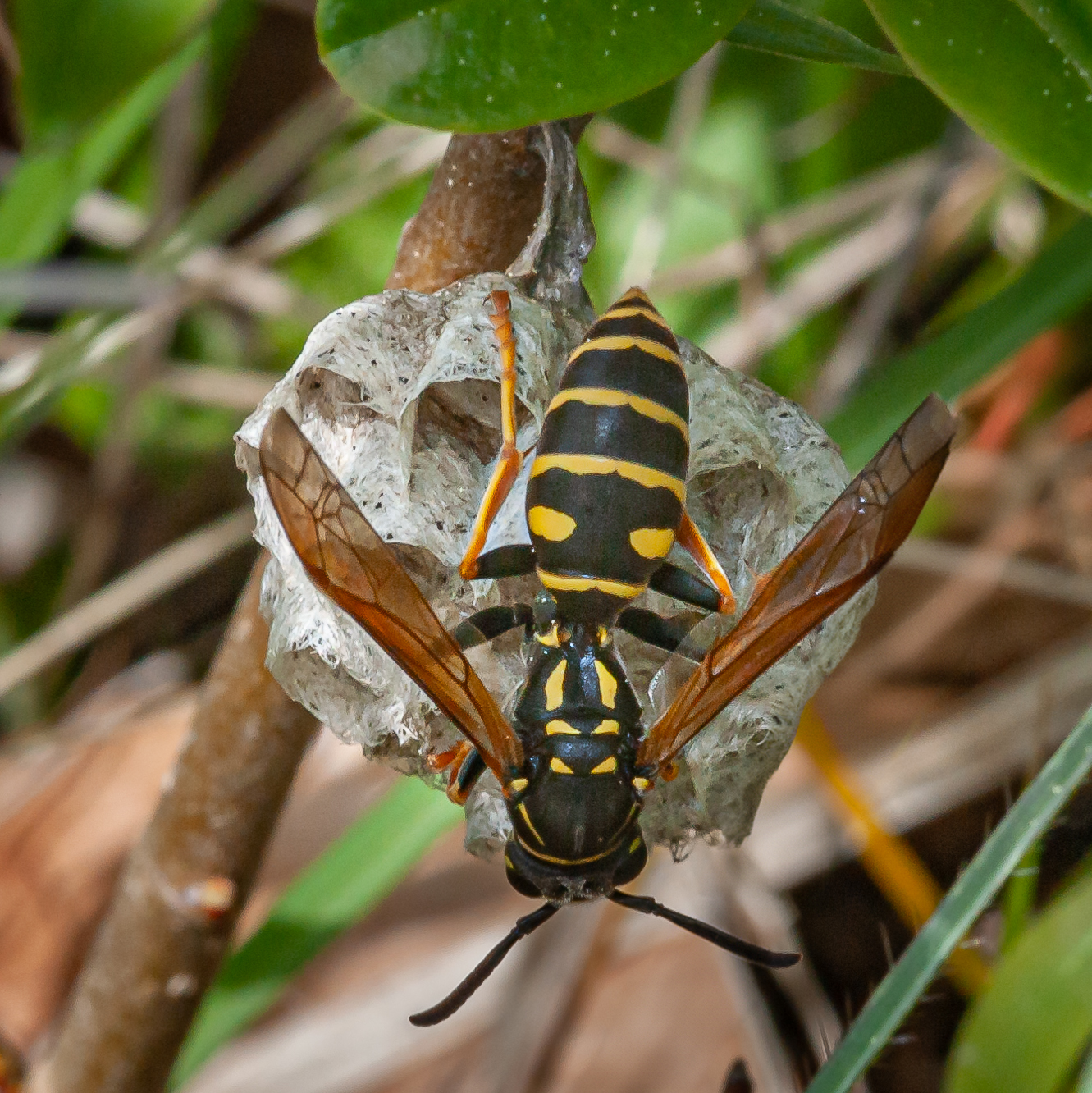
Mörk pappersgeting hona
(Polistes biglumis)

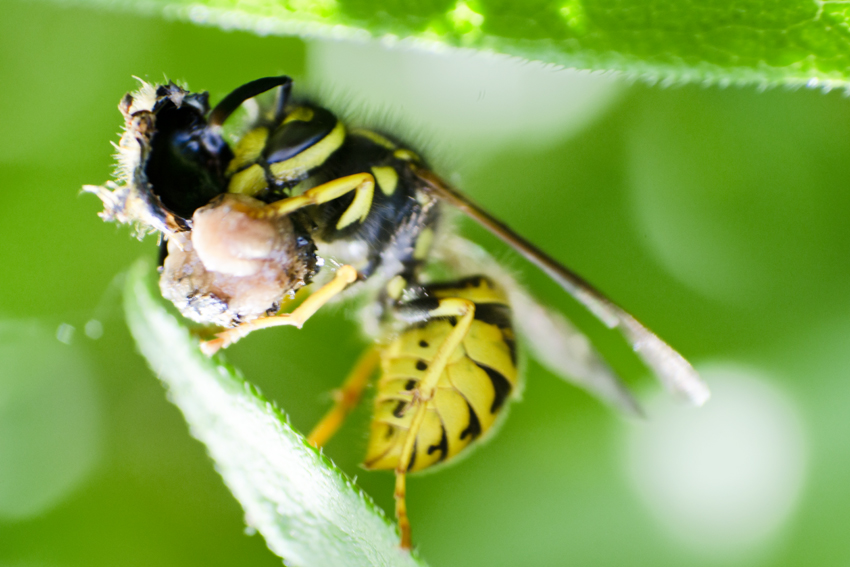
Geting med hårigt köttstycke.

## Systematik
Getingarna delas upp i ett antal underfamiljer:
- Sociala getingar (Vespinae) är den bobyggande varianten som vi i dagligt tal associerar med getingar. De flesta underarter är eusociala, d.v.s., det finns en hierarki med drottning, hannar och arbetare utan fortplantningsförmåga. Det finns också snyltande arter.
- Solitära getingar (Eumeninae), även kända som lergetingar, bygger inga gemensamma bon, utan lever som individer av reguljära han- eller honkön. Honorna bygger små bon för sin egen avkomma, som matas med förlamade larver. Det finns över 3 000 arter av solitära getingar. Av dessa återfinns 36 i Sverige, bland annat krukmakargetingar (Eumenes). Solitära getingar räknades tidigare (före 2005) till en egen familj, Eumenidae. Denna betraktas emellertid numera som föråldrad och Dyntaxa har meddelat att den inte skall användas, utan alla tidigare ingående taxa hör numera till underfamiljen solitära getingar (Eumeninae).[11]
- Masarinae är en underfamilj med solitära getingar som bygger lerbon och som innehåller cirka 230 arter. Den finns inte representerad i Sverige.
- Pappersgetingar (Polistinae) är sociala getingar som bygger små bon med oftast endast en cellkaka och utan ytterhölje.
- Euparagiinae, denna underfamilj består av endast ett släkte med nordamerikansk utbredning.
- Stenogastrinae, är en underfamilj med både sociala och solitära arter som lever i den orientaliska regionen och på Nya Guinea.

### Arter som förekommer i Norden
Nedanstående arter finns representerade i Norden.
- Underfamilj sociala getingar (Vespinae)
  - Jordsnyltgeting (Vespula austriaca)
  - Rödbandad geting (Vespula rufa)
  - Vanlig geting (Vespula vulgaris)
  - Tyskgeting (Vespula germanica)
  - Buskgeting (Dolichovespula media)
  - Nordgeting (Dolichovespula norwegica)
  - Takgeting (Dolichovespula saxonica)
  - Tajgageting (Dolichovespula norvegicoides)
  - Skogsgeting (Dolichovespula sylvestris)
  - Taksnyltgeting (Dolichovespula adulterina)
  - Skogssnyltgeting (Dolichovespula omissa)
  - Bålgeting (Vespa crabro)
- Underfamilj pappersgetingar (Polistinae)
  - Stenpappersgeting (även kallad mörk pappersgeting) (Polistes biglumis)
  - Huspappersgeting (även kallad ljus pappersgeting) (Polistes dominulus)
  - Hedpappersgeting (även kallad större pappersgeting) (Polistes nimpha)
- Underfamilj solitära getingar (Eumeninae)
  - ljus lergeting (Odynerus melanocephalus)
  - mörk lergeting (Odynerus spinipes)
  - tagglergeting (Odynerus reniformis)
  - hallongeting (Gymnomerus laevipes)
  - sandgeting (Pterocheilus phaleratus)
  - alvargeting (Stenodynerus bluethgeni)
  - tallsmalgeting (Stenodynerus dentisquama)
  - mörk smalgeting (Stenodynerus picticrus)
  - korthårig kamgeting (Euodynerus notatus)
  - långhårig kamgeting (Euodynerus quadrifasciatus)
  - nordlig rörgeting (Allodynerus delphinalis)
  - blank murargeting (Ancistrocerus antilope)
  - sexbandad murargeting (Ancistrocerus claripennis)
  - spenslig murargeting (Ancistrocerus gazella)
  - tallmurargeting (Ancistrocerus ichneumonideus)
  - vårmurargeting (Ancistrocerus nigricornis)
  - rödbent murargeting (Ancistrocerus oviventris)
  - väggmurargeting (Ancistrocerus parietinus)
  - kilmurargeting (Ancistrocerus parietum)
  - nordmurargeting (Ancistrocerus scoticus)
  - trebandad murargeting (Ancistrocerus trifasciatus)
  - laduvedgeting (Symmorphus allobrogus)
  - sälgvedgeting (Symmorphus angustatus)
  - husvedgeting (Symmorphus bifasciatus)
  - aspvedgeting (Symmorphus connexus)
  - ekvedgeting (Symmorphus crassicornis)
  - takvedgeting (Symmorphus debilitatus)
  - vassgeting (Symmorphus fuscipes)
  - flenörtsgeting (Symmorphus gracilis)
  - större vedgeting (Symmorphus murarius)
  - östlig krukmakargeting (Eumenes coarctatus)
  - hårig krukmakargeting (Eumenes coronatus)
  - större krukmakargeting (Eumenes papillarius)
  - nordlig krukmakargeting (Eumenes pedunculatus)
  - nordlig tapetserargeting (Discoelius dufourii)
  - sydlig tapetserargeting (Discoelius zonalis)

## Etymologi
Ordet geting är etymologiskt en diminutiv av ordet get, och syftar på stekelns hornliknande antenner.